# Arthur Hughes (Maler)

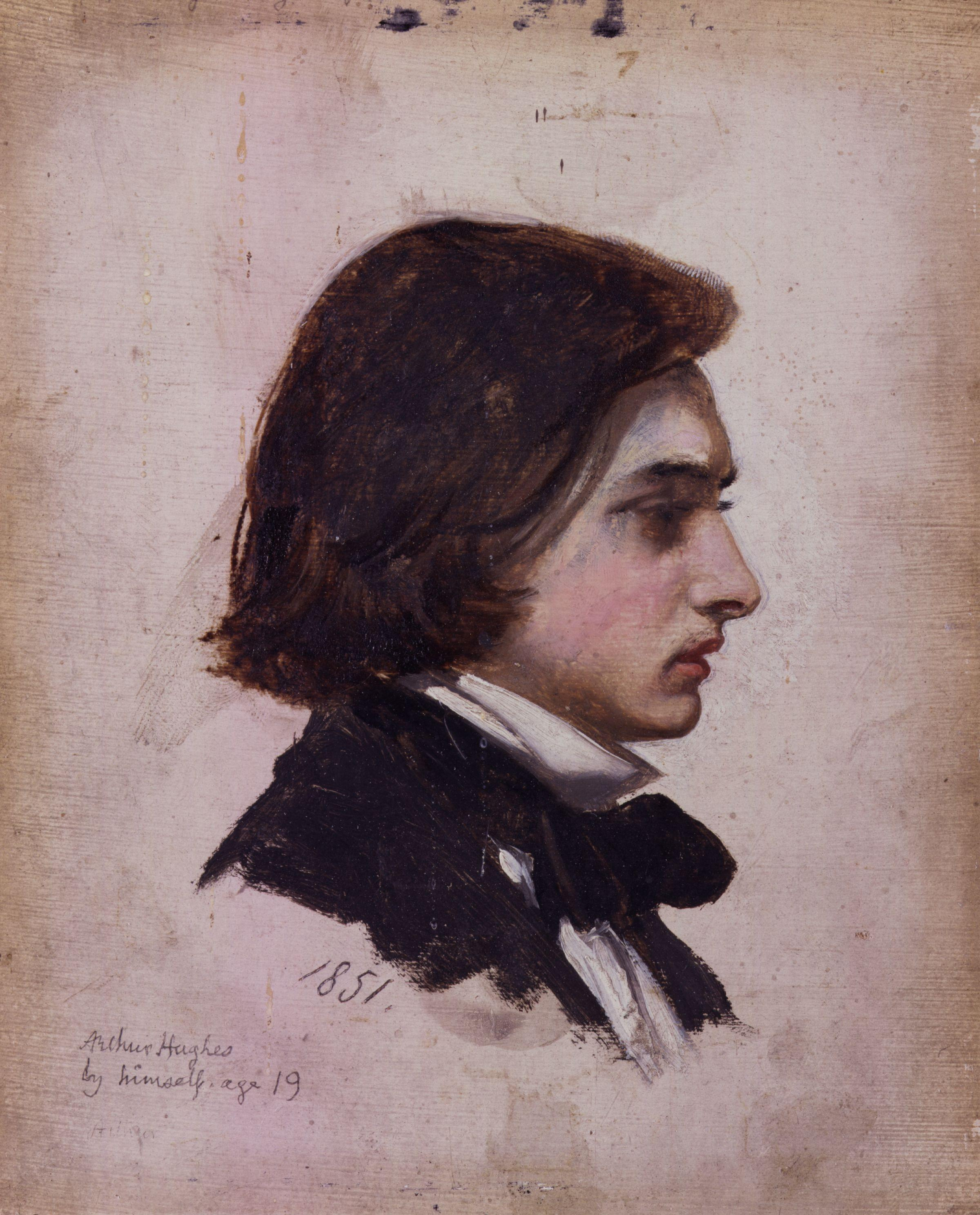
Arthur Hughes, Selbstbildnis (1851)

Arthur Hughes (* 27. Januar 1832 in London; † 23. Dezember 1915 ebenda) war ein britischer Illustrator und Maler aus der Gruppe der Präraffaeliten.

## Leben
Arthur Hughes war der Sohn von Edward und Amy Hughes. Um 1838 trat er in die Grammar School des Erzbischofs Tenison ein, wo er schon früh durch seine Zeichnungen auffiel. Ab 1846 studierte er unter Alfred Stevens an der School of Design, Somerset House. Ein Jahr später schrieb er sich in die „Antique Schools“ der Royal Academy ein. 1849 gewann er für eine seiner Zeichnungen eine Silbermedaille. Im selben Jahr wurde sein erstes Bild, Musidora, in der Royal Academy ausgestellt.
1850 entdeckte Hughes nach der Lektüre der Zeitschrift The Germ die Präraffaeliten und kam mit Künstlern wie Alexander Munro, Dante Gabriel Rossetti und Ford Madox Brown in Kontakt. Zur gleichen Zeit traf er Tryphena Foord, die er 1855 heiratete und mit der er sechs Kinder hatte. 1856 stellte Hughes zwei seiner besten Bilder, The Eve of St. Agnes und April Love, in der Royal Academy aus.
Hughes’ Hauptschaffensphase dauerte bis 1870.

## Werke
Von Hughes sind ungefähr 700 Bilder und Zeichnungen sowie 750 Buchillustrationen bekannt. Seine Bilder zeichnen sich durch fantasievolle Farbwahl und feinfühlige Zeichnung aus. Hughes illustrierte zahlreiche Kinder- und Jugendbücher, unter anderem von Christina Rossetti und George MacDonald, darunter dessen bekanntesten Roman Die Prinzessin und der Kobold.

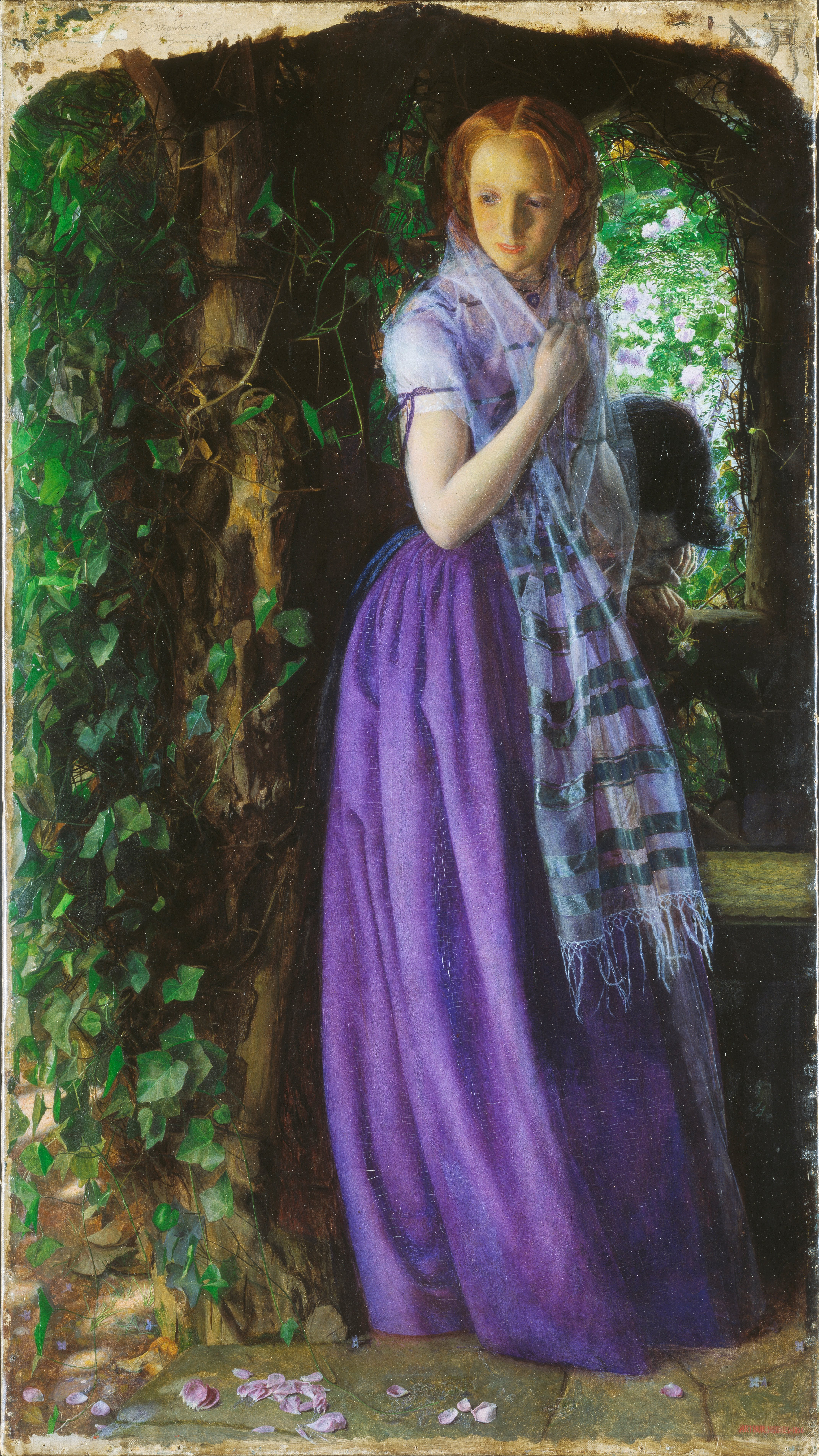
April Love (1856)
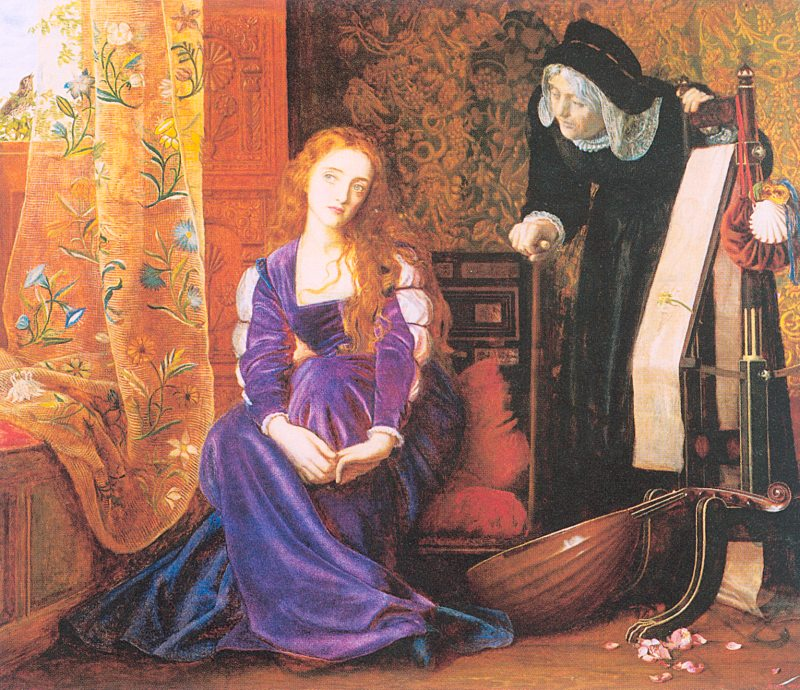
The Pained Heart (1867–68)